# Orema (Suro-Craic)
Orema ist eine osttimoresische Siedlung im Suco Suro-Craic (Verwaltungsamt Ainaro, Gemeinde Ainaro). Das Dorf liegt im Zentrum der Aldeia Nó-Ulo in einer Meereshöhe von 668 m, an der Straße, die die Aldeia von Nord nach Süd durchquert. Südlich befindet sich das Dorf Nó-Ulo. Im Norden schließt sich das Dorf Karlele im Suco Soro an.